# William Baziotes
William Baziotes, född 11 juni 1912, död 6 juni 1963, amerikansk abstrakt expressionist av New York-skolan.
Baziotes hade influerats av surrealisternas teorier om automatism och det undermedvetna. Hans målningar består av ruvande och mystiska abstrakta figurer i subtila, ofta dämpade toner.